# Poedersuikerbehandeling
Bij de poedersuikerbehandeling wordt er poedersuiker op het bijenvolk gestrooid om varroamijt-infestatie te bestrijden.

## Voorgestelde werkingsmechanismen
- Door het poedersuiker gaan de bijen zichzelf fanatiek schoonpoetsen waardoor ook de mijten worden weggepoetst.
- Door het poedersuiker hebben de varroa minder grip op de bij.

## Beperkingen
Deze behandeling verwijdert enkel loslopende varroamijten, niet de mijten en eitjes die in (darren)broedcellen bevinden. De behandeling leidt tot agitatie omdat alle bijen tegelijkertijd beginnen poetsen om het poeder te verwijderen.